# Степанян, Степан (изобретатель)
Степан Степанян (англ. Stephen Stepanian, 28 февраля 1882, Османская империя — октябрь 1964) — американский изобретатель, создатель автобетоносмесителя и «отец» производства товарного бетона. Также имеет патенты на гаечный ключ, конвейерный элеватор и другие изобретения.
Был включен Американской ассоциацией дорожников и строителей в список 100 лучших специалистов в области транспортного строительства XX века в частном секторе.

## Биография
Родился в Османской империи в армянской семье. Вместе с родителями эмигрировал в 1906 г. в Грандвью Хайтс, штат Огайо, США.

## Карьера
Степанян стал президентом Marble Cliff Quarries и Central Ohio Concrete Company. А после основал компанию Arrow Concrete Company, которая существует и по сей день.
Степанян изобрел саморазгружающийся автобетоносмеситель и в 1916 году он подал заявку на патент на свою конструкцию, однако в 1917 году она сначала была отклонена. Специалисты не поверили, что грузовик выдержит вес бетономешалки, но по одной из версий, патент Степаняна не был принят из-за того, что у него не было гражданства США.
Степанян повторно подал заявку на патент в 1928 году, который затем получил одобрение в 1933 году.

## Признание
Степанян получил всеобщее признание за свой вклад в отрасль. На съезде NRMCA (National Ready Mixed Concrete Association) в Чикаго в 1954 году несколько тысяч человек чествовали его, поскольку он стал почетным пожизненным членом «Совета директоров Национальной ассоциации производителей товарного бетона».
«Гениальность и дальновидность Степаняна привели к тому, что сейчас это самое узнаваемое специальное оборудование в строительной отрасли», — говорит президент NRMCA Роберт Гарбини. «Сегодня, благодаря нашему бывшему председателю, более 70 000 грузовиков с готовым бетоном каждый день путешествуют по США, делая бетон основой нации».